# Stimulierte Emission
Stimulierte Emission oder induzierte Emission heißt die Emission (Aussendung) eines Photons, wenn sie nicht spontan erfolgt, sondern durch ein anderes Photon ausgelöst wird.
Sie ist eine der Voraussetzungen für das Funktionieren eines Lasers oder Masers.

## Ablauf

Energieniveauschema eines Lasers. Der dritte eingezeichnete Übergang von nach findet unter stimulierter Emission statt. Die beteiligten Photonen sind als Wellenlinie mit Pfeilspitze dargestellt.

Wird einem quantenmechanischen System − im einfachsten Fall einem Atom − Energie zugeführt, indem z. B. ein Photon absorbiert wird oder das Atom mit anderen Atomen zusammenstößt, so geht das Atom in einen angeregten Zustand über.
Trifft nun ein Photon, dessen Energie genau der Energiedifferenz zwischen dem aktuellen Zustand und einem Energieniveau mit geringerer Energie entspricht, auf das angeregte Atom, so kann das Atom in den Zustand niedriger Energie wechseln und die Energiedifferenz zusätzlich zu dem eingefallenen Photon als ein weiteres Photon abstrahlen. Die beiden Photonen sind kohärent. Dies geht jedoch in der Regel nur, wenn der betreffende Übergang durch die Auswahlregeln erlaubt ist. In der nebenstehenden Abbildung ist die stimulierte Emission am Beispiel eines Lasers am Übergang von {\displaystyle E_{M}} zu {\displaystyle E_{L}} dargestellt.
Das neu erzeugte Photon hat die gleiche Energie und Wellenlänge wie das eingefallene Photon. Es bewegt sich in die gleiche Richtung, hat die gleiche Polarisationsrichtung und auch die gleiche Phasenlage, so dass es sich gewissermaßen wie eine Kopie des ursprünglichen Photons verhält, was als Kohärenz bezeichnet wird.

## Geschichte
Die stimulierte Emission wurde 1916 von Albert Einstein in seinem Aufsatz Zur Quantentheorie der Strahlung postuliert. In seinen Hypothesen über den Energieaustausch durch Strahlung setzte er voraus, dass unter dem Einwirken der Strahlung auch der Umkehrprozess der Absorption stattfindet. Er fasste diesen Prozess mit der Absorption zusammen als „Zustandsänderung durch Einstrahlung“. Einen Namen gab Einstein diesem Prozess noch nicht. 1928 gelang Rudolf Ladenburg bei Gasentladungen der erste experimentelle Nachweis.
Obwohl der Begriff induzierte Emission noch immer verwendet wird, hat sich durch Übernahme aus dem Englischen die Bezeichnung stimulierte Emission durchgesetzt.

## Auftreten
Die stimulierte Emission ist neben der spontanen Emission und der Absorption eine der drei möglichen Wechselwirkungen von elektromagnetischer Strahlung mit Materie.
Während die spontane Emission ohne vorherige Einstrahlung eines Photons geschieht, bestehen in Abhängigkeit vom aktuellen Zustand eines Systems zwei Möglichkeiten, wie ein eingestrahltes Photon mit dem System wechselwirken kann:
- befindet sich das System im energetisch niedrigeren Zustand eines durch das Photon auslösbaren Übergangs, so kann es durch Absorption des Photons angeregt werden.
- befindet sich das System dagegen bereits im angeregten Zustand, so kann das Photon eine stimulierte Emission hervorrufen.

Im lokalen thermodynamischen Gleichgewicht, also in den meisten Situationen, die in der Natur auftreten, ist der angeregte Zustand, der stimulierte Emission erlaubt, gemäß der Boltzmann-Verteilung weniger wahrscheinlich als der Zustand niedrigerer Energie, der Absorption erlaubt. Der Zusammenhang zwischen den Wahrscheinlichkeiten dieser beiden Prozesse sowie der der spontanen Emission wird durch die Einsteinkoeffizienten beschrieben. Zum Betrieb eines Lasers oder Masers, also zur Vervielfachung der eingestrahlten Photonen, ist jedoch Voraussetzung, dass der energiereichere Zustand gegenüber dem energieärmeren häufiger ist als im der gegebenen Strahlungsdichte entsprechenden Gleichgewicht. Ein solcher Nicht-Gleichgewichtszustand wird als Besetzungsinversion bezeichnet und muss bei Bedarf eigens hergestellt werden. Stimulierte Emission ist dann häufiger als Absorption, der einfallende Strahl wird verstärkt.
Da das Verhältnis von stimulierter zu spontaner Emission durch die Boltzmann-Verteilung bestimmt wird, hängt es auch von der Wellenlänge ab: im Bereich von Mikrowellenstrahlung ist stimulierte Emission wesentlich häufiger als im Bereich des sichtbaren Lichts oder der Röntgenstrahlung.
Ein der stimulierten Emission elektromagnetischer Strahlung vergleichbarer Effekt kann auch in anderen bosonischen Feldern auftreten. Ein Beispiel ist die stimulierte Emission von Phononen, die im Saser verwendet wird.